# Bergslagen
Bergslagen er et ikke præcist defineret geografisk afgrænset område i Sverige, som omfatter de nordlige og vestlige dele af landskabet Västmanland, inkluderet de nordlige dele af Örebro län som indgår i Västmanlands landskab, det sydøstlige Värmland og sydlige Dalarna. En anden og større definition af Bergslagen omfatter også dele af Närke, Östergötland, Uppland og Gästrikland. Bergslagen er mest kendt for minedrift og metalindustri.
Siden middelalderen har stenbrud og smeltning af malm haft stor betydning i området. Forædlingen skete ofte udenfor selve Bergslagen.
Synkende jernmalmpriser og udenlandsk konkurrence i 1960- og 70-tallet har ført til, at samtlige jernmalmminer i dag er nedlagt. Den sidste, i Grängesberg, blev nedlagt i 1989.
59°50′00″N 15°45′00″Ø / 59.833333333333°N 15.75°Ø